# Grupa Cruachan
Grupa Cruachan – pasmo w Grampianach Zachodnich, w Szkocji. Na północy pasmo to graniczy z Glen Etive i pasmem Black Mount, na wschodzie z Bridge of Orchy oraz z Tyndrum na południu. Nazwa pasma pochodzi od najwyższego szczytu – Ben Cruachan, który osiąga wysokość 1126 m. 
Najważniejsze szczyty:
- Ben Cruachan (1126 m),
- Stob Diamh (998 m),
- Beinn a' Bhuiridh (897 m).